# Copelatus bromeliarum
Copelatus bromeliarum är en skalbaggsart som först beskrevs av Scott 1912.  Copelatus bromeliarum ingår i släktet Copelatus och familjen dykare. Inga underarter finns listade i Catalogue of Life.